# Trollälgen
Trollälgen (originaltitel Troll-elgen) är en norsk spelfilm (stumfilm) från 1927. Den är baserad på romanerna Troll-elgen och Skoggangsmannen av Mikkjel Fønhus. Regissör var Walter Fyrst. Huvudrollen som Sjur Renna spelade Tryggve Larssen.

## Rollista
- Tryggve Larssen – Sjur Renna 'Gaupa'
- Bengt Djurberg – Hans Trefothaugen
- Julie Lampe – Turi Trefothaugen, mor till Hans
- Tove Tellback – Ingrid Rustebakke
- Harald Stormoen – Hallstein Rustebakke, storbonde
- Einar Tveito – Gunnar Sløvika, hästhandlare
- Egil Hjorth-Jenssen – Tølleiv, tjänstepojke på Rustbakke
- Mimi Kihle – Bellina, dansös
- Hauk Aabel – Piper, direktör
- Nils Aréhn – P. Rustebakke, rik släkting